# Dècada del 1630

## Esdeveniments
- Guerra dels Trenta Anys
- Creació de l'Académie française
- Fundació de Boston
- Comença la Tulipomania

## Personatges destacats
- Galileo Galilei
- Cardenal Richelieu
- Diego Velázquez
- René Descartes
- Rembrandt van Rijn
- Felip IV de Castella